# Муни, Малкольм
Малкольм Муни (англ. Malcolm Mooney) — афроамериканский певец, художник и поэт, вероятно, наиболее известный как первый вокалист немецкой краут-рок-группы Can.

## Биография
Малкольм Муни родился в США (точная дата рождения в источниках не указывается). Начал петь в средней школе, выступая а капелла с коллективом The Six Fifths.
Получив некоторую известность в качестве скульптора, отправился в путешествие автостопом по миру. В 1968 в Париже встретил членов нового западногерманского коллектива Inner Space и присоединился к ним в качестве вокалиста; через некоторое время группа стала называться The Can. В Германии Муни, параллельно с музыкальной деятельностью, занимался сценическим дизайном, живописью, работал ассистентом скульптора.
C Малькольмом Муни был записан материал для первого альбома Can под названием «Prepared To Meet Thy Pnoom», однако звукозаписывающие компании отказались выпустить этот диск. Эти записи были опубликованы только 1981 году под названием «Delay 1968».
Can предприняли вторую попытку выпустить дебютный альбом, и в 1969 году он был успешно издан под названием «Monster Movie». В тот период Can играли рок-музыку в духе Velvet Underground с фанковым вокалом Муни.
Вскоре выяснилось, что сумасшествие в концертных выступлениях Муни и переменчивость его поведения вне сцены не были полностью наигранными, и по совету психиатра он был вынужден в декабре 1969 году вернуться в США, прекратив сотрудничество с Can, но возобновив деятельность художника. На несколько месяцев Can остались без фронтмена, но уже в мае 1970 года случайно встретили в Мюнхене молодого японского бродячего музыканта Дамо Судзуки, ставшего на несколько лет их основным вокалистом. Оба, Муни и Судзуки присутствуют как вокалисты в разных композициях на двух альбомах Can — «Soundtracks» (1970) и «Unlimited Edition» (1976, записи разных лет). С Can Малкольм Муни вновь сотрудничал при воссоединении группы в 1986 году для записи последнего альбома этого коллектива под названием «Rite Time».
В США Муни продолжил занятия искусством, окончил Институт изобразительных искусств в Нью-Йорке, бостонский и калифорнийский университеты. Участник большого количества выставок (преимущественно в Нью-Йорке и Лос-Анджелесе).
В 1998 году Малкольм Муни записал альбом совместно с группой Tenth Planet, в котором звучала песня Father Cannot Yell с альбома Can Monster Movie. В 2002 году участвовал в записи композиции Salted Tangerines (на собственные стихи) для альбома Andy Votel «All Ten Fingers»

## Интересные факты
- В честь Муни и Судзуки (следующего основного вокалиста Can) названа американская рок-группа The Mooney Suzuki

## Дискография
С группой Can:
- Monster Movie (1969)
- Soundtracks (1970)
- Unlimited Edition (1976)
- Delay 1968 (1981)
- Rite Time (1989)

C группой Tenth Planet:
- Malcolm Mooney and the Tenth Planet (1998)
- Hysterica (2006)

С Andy Votel:
- All Ten Fingers (2002)

С David Tyack:
- Rip Van Winkle (2002)